# Мариупольский меннонитский округ
Мариу́польский меннони́тский о́круг — 5 колоний немцев-меннонитов, пришедших в пределы Мариупольского уезда в 1835 году, в числе 145 семей, из Хортицкого округа (Екатеринославского уезда), получивших в надел от казны 9492 десятин земли и состоявших в ведении особого управления.
С введением земских учреждений округ вошёл в состав общей уездной единицы, к 1911 году без с. Фёдоровка (колония Фридрихсталь) составлял Петропавловскую волость Мариупольского уезда Екатеринославской губернии, имея 1 720 жителей на 173 двора и 7579,9 десятин земли (в с. Фёдоровка ещё 292 жителя на 30 дворов и 1 954,5 десятин земли). Колонии были расположены в западной части Мариупольского уезда, по рекам Берде и Каратышу.
Дворов было около 250, жителей около 1000.

## Населённые пункты
Сейчас находятся на территории Никольского района Донецкой области Украины:
- колония Бергталь (нем. Bergtal; сейчас — Республика)
- колония Фридрихсталь (Friedrichstal; сейчас — Фёдоровка)
- колония Шёнталь (Schöntal; сейчас — Новоромановка)
- колония Гейбуден (Heubuden; сейчас — Сергеевка)
- колония Шёнфельд (Schönfeld; сейчас — Ксеновка)

## Хозяйство
Колонисты отличались уединённым и строгим образом жизни и большим трудолюбием. В колониях было до 400 десятин искусственных насаждений. Занятия жителей — земледелие, садоводство, табаководство, шёлководство. Кирпичный и черепичный заводы.